# 大奧列霍沃
48°05′12″N 38°07′57″E / 48.08667°N 38.13250°E
大奧列霍沃，或按乌克兰语译作大奧里霍韋（烏克蘭語：Велике Оріхове），法理上是烏克蘭東部頓涅茨克州顿涅茨克区馬基伊夫卡市鎮的鎮。2018年人口為597人，面積0.54平方公里，人口密度每平方公里1105人。

## 人口統計
根據 2001年烏克蘭人口普查，村民的母語分配如下：
- 乌克兰语：23.6%
- 俄语：74.7%
- 其他：1.7%